# Lan
Lan, tudi navadni ali evrazijski lan (znanstveno ime Linum usitatissimum) je kulturna rastlina rodu Linum iz družine Linaceae. Uporablja se predvsem za izdelavo obleke in lanenega olja.

## Opis
Kulturni lan se lahko z gospodarskega vidika deli na preje, oljne preje in oljnice. Semena lanenega olja vsebujejo 30–40 % maščobe, 25 % beljakovin in 8 % vode. Okrogli koren oljnega lanu lahko raste na globokih tleh do globine 1,0 m, stranski koreni tvorijo fino razvejano mrežo do globine 0,3 m. Rastlina ima eno glavno steblo z razvejanjem od dna stebla (več poganjkov). Barva semena se razlikuje glede na sorto in je lahko od rumene do srednje rjave.

## Zgodovina
Najzgodnejši primer uporabe lana je iz Gruzije. V jami so našli zvitke lana stare okrog 30.000 let, kar je zelo staro. Ljudje so prvič začeli gojiti lan na območju rodovitnega polmeseca, to je v Aziji.